# Ideopsis daos
Ideopsis daos är en fjärilsart som beskrevs av Jean Baptiste Boisduval 1836. Ideopsis daos ingår i släktet Ideopsis och familjen praktfjärilar. Inga underarter finns listade i Catalogue of Life.